# Драган Шолак (шахиста)
 Драган Шолак  (Врбас, 30. март 1980) је српски шаховски велемајстор. Он се такмичи у селекцији Турске од 2011. године.

## Биографија
Играо је за репрезентацију Југославије и Србије на шаховским олимпијадама 2000, 2004 и 2008 и на европским екипним првенствима у шаху 1999, 2005, 2009. и 2011. године.
У децембру 2011. прелази у Турску шаховску федерацију. Шолак је представљао Турску на шаховским олимпијадама 2012, 2014, 2016 и на Европском екипном првенству 2013. Освојио је првенство Турске у шаху 2012. и 2013. године.
Шолак је завршио равноправно друго (четврти у тајбрејку) на Европском појединачном првенству у шаху 2014. са 8 поена од 11 и овај резултат му је омогућио да се квалификује за Светско првенство у шаху 2015. Године 2015. освојио је 17. Дубаи Опен, надмашивши осталих пет велемајстора у тајбрејку.
Шолак је стекао титулу међународног мајстора шаха 1999. а велемајстора 2001. године.